# Sasha Carrion
Sasha Carrion es una hipnoterapeuta norteamericana que dirige un centro de life coaching e hipnoterapia en Los Ángeles, Estados Unidos.
Sasha asiste regularmente en calidad de especialista a programas de radio y televisión tanto en inglés como en español. Entre sus apariciones más destacadas se encuentran The Ricki Lake show, Candidly Nicole, A Primera Hora, Caso Cerrado y The Doctors.

## Infancia y trayectoria profesional
Sasha sufrió un trauma infantil después de que su madre y su padre desaparecieran cuando ella tenía solo cinco años. Sasha y su hermana que en aquella época tenía tres años fueron criadas por su abuela materna. A los 19 años se reunió con su padre quien le dijo que su madre había abandonado a la familia. En 2006 sin embargo, un pariente cercano le confesó que su padre había asesinado a su madre en la misma habitación en la que dormían Sasha y su hermana de pequeñas. Durante los años siguientes Sasha intentó en vano que el asesinato de su madre fuera resuelto. La situación le llevó a sufrir ansiedad y depresión, enfermedades que trató sin resultado con medicamentos y psicoterapia. Finalmente encontró la solución a sus problemas psicológicos gracias a la hipnosis. Al haber experimentado en sí misma su efectividad descubrió también su vocación como hipnoterapeuta. Junto a su equipo de asociados Sasha ofrece sesiones de terapia de hipnosis, aunque actualmente está más enfocada en ayudar a la gente a través de programas en línea.

## Intervenciones en directo
Sasha ha sido invitada a multitud de programas y shows para hablar sobre la hipnosis y para realizar demostraciones en directo. En 2012, durante su intervención en el programa The Ricki Lake show Sasha realizó una sesión con una persona aquejada de artritis en la que introdujo sugestiones positivas en su mente. Según Sasha, incidir sobre la mente subsconsciente puede ayudar a aliviar el dolor. En 2014 la radio 97.1 AMP Radio invitó a Sasha a realizar una sesión de hipnosis con el productor de la estación radiofónica Angie Fitzsimmons, quien necesitaba cambiar su dieta para tomar más verduras. También ha aparecido en el talk show The Doctors donde demostró cómo el uso de la hipnoterapia puede ayudar a cambiar hábitos alimenticios permitiendo adelgazar y también para aliviar las náuseas matutinas.